# Wushan (Tianshui)
Der Kreis Wushan (武山县; Pinyin: Wǔshān Xiàn) ist ein Kreis der bezirksfreien Stadt Tianshui in der chinesischen Provinz Gansu. Die Fläche beträgt 2.011 Quadratkilometer und die Einwohnerzahl 443.100 (Stand: Ende 2018).
Die Shuiliandong-Grotten und Daxiangshan-Grotten (Shuilian dong - Daxiang shan shiku 水帘洞-大像山石窟) und die Mutisi-Grotten (Muti si shiku 木梯寺石窟) stehen auf der Liste der Denkmäler der Volksrepublik China.